# Campo Mezzosangue: il libro segreto
Campo Mezzosangue: il libro segreto è un libro di Rick Riordan. È correlato alla saga Percy Jackson e gli dei dell'Olimpo.
È presentato come un diario scritto dai protagonisti del Campo Mezzosangue e contiene segreti, guide alle zone di addestramento, ai laboratori creativi e alla Foresta che pullula di mostri. All'interno si possono trovare dei brani tratti dal filmato "Benvenuti al Campo mezzosangue", recitato da Apollo e commentati da Percy. Contiene domande e le risposte sul Campo date da Percy, Annabeth e Nico Di Angelo e presenta meglio i singoli personaggi che narrano il libro.